# Shuri-jo
Shuri-jo (okinawiska: sui ugusiku, japanska: 首里城; shuri-jō eller shurigusuku) var en gusuku (ett okinawanskt slott) i Shuri i Naha, Okinawa prefektur. Slottet var Kungariket Ryūkyūs palats. Stora delar förstördes 1945 under Slaget om Okinawa, men dessa återuppfördes 1992 med hjälp av fotografier, historiska anteckningar och minne. År 2000 blev det ett världsarv tillsammans med andra gusuku under namnet Gusukuplatser och områden i kungadömet Ryukyu.
På morgonen 31 oktober 2019 förstördes slottets huvudbyggnad och några närliggande byggnader i en eldsvåda. Renovering pågår och man avser att öppna en bunker under slottet som användes av japanska styrkor under slaget om Okinawa för besökande år 2025.